# ロバート・B・ライシュ

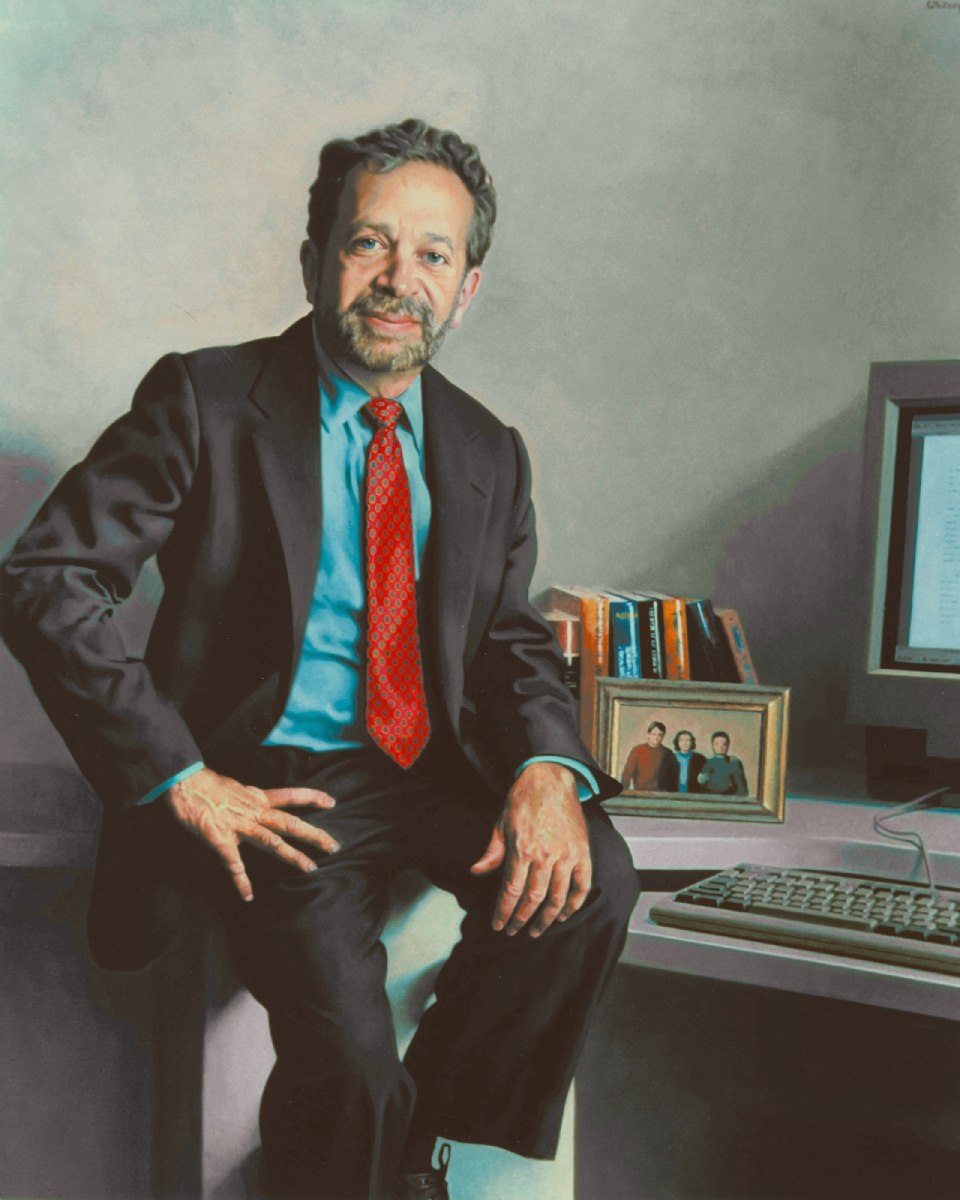
ロバート・ライシュ

ロバート・バーナード・ライシュ（英語: Robert Bernard Reich, 1946年6月24日 - ）は、アメリカ合衆国の経済学者、文筆家、カリフォルニア大学バークレー校公共政策大学院教授。これまで、ハーバード大学ケネディスクール教授、ブランダイス大学社会政策大学院教授、アメリカ合衆国労働長官を歴任している。
姓の Reich は、フランス語読みで「ライシュ」、ドイツ語読みで「ライヒ」となるが、本人母国のアメリカではこの双方が通用し、人によってその読み方は異なっている。

## 略歴
- 1946年　ペンシルバニア州スクラントンにおいて、フランスにいた東欧系ユダヤ人の血を引く家庭に生まれる。
- ニューヨーク州クロスリバーのジョン・ジェイ・ハイスクールに通う。
- 1968年　ダートマス・カレッジを卒業する（A.B.、Summa cum laude)。
- Rhodes Scholarshipを得てオクスフォード大学で哲学、政治学、経済学を勉強する。
- イェール・ロースクールで法務博士（J.D.）を得る（イェール大学では、ビル・クリントン、ヒラリー・クリントン、リチャード・ブルメンソールらがクラスメートであった）。
- 1973年～1974年　第1巡回区米国控訴裁判所首席裁判官フランク・M・コフィンの法律事務官として働く。
- 1974年～1976年　アメリカ合衆国法務次官ロバート・ボークの次官補として働く（この間、ジェラルド・フォード大統領のためにも働いたことになる）。
- 1977年　ジミー・カーター大統領から連邦通商委員会政策計画スタッフの管理者に指名される　。
- 1980年～1992年　ハーバード大学ジョン・F・ケネディ政治スクールで教える。ブランダイス大学のヘラー・スクール・フォー・ソーシャル・ポリシー・アンド・マネージメント大学院でも教える。
- 1993年～1997年　ビル・クリントン大統領のもとで労働長官となる。
- 2006年 カリフォルニア大学バークレー校のゴールドマン公共政策大学院（Goldman School of Public Policy）の教授（Chancellor's Professor of Public Policy）となる。
- 2015年 彼のドキュメンタリー『みんなのための資本論』（原題：Inequality for All、2013年）が日本でも上映され、アメリカの経済格差を分析し、益々豊かになる富裕層と貧しくなる中間層を状況を取り上げている[1][2] 。

## 主な業績
- クリントン政権下の1993年から1997年に第32代労働長官を務めた。

- 1991年に発表した The Work of Nations: Preparing Ourselves for 21st Century Capitalism （邦訳『ザ・ワーク・オブ・ネーションズ』）で、アメリカの富の大部分は人口における二割にすぎない「シンボリック・アナリスト」(symbolic analysts)なる階層のものとなり、それ以外の階層である「対人サービス業者」「ルーティン肉体労働者」との断絶が激しくなるとの見通しを発表して、格差社会の到来を予言した。なお、シンボリック・アナリストとは、「象徴分析者」と和訳できるが、知識労働者と同じような意味である。問題を発見し、必要な人材、モノ、資金、情報などを集め、問題を解決する、という行動パターンで富を得る人たちである。

## 著書
- 2015: Saving Capitalism: For the Many, Not the Few ISBN 978-0385350570

邦訳 : 雨宮寛・今井章子訳『最後の資本主義』 東洋経済新報社 2016年 ISBN 978-4492444405
- 2012: Beyond Outrage: What Has Gone Wrong with Our Economy and Our Democracy, and How to Fix It ISBN 978-0345804372

邦訳 : 雨宮寛・今井章子訳『ロバート・ライシュ 格差と民主主義』 東洋経済新報社 2014年 ISBN 978-4492444009
- 2010: Aftershock: The Next Economy and America's Future ISBN 978-0-307-59281-1 (updated edition 2013)

邦訳 : 雨宮寛・今井章子訳『余震(アフターショック) そして中間層がいなくなる』 東洋経済新報社 2011年 ISBN 978-4492443804
- 2007: Supercapitalism: The Transformation of Business, Democracy, and Everyday Life ISBN 0-307-26561-7

邦訳：雨宮寛・今井章子訳『暴走する資本主義』東洋経済新報社 2008年 ISBN 978-4492443514
- 2004: Reason: Why Liberals Will Win the Battle for America ISBN 1-4000-7660-9

邦訳：石塚雅彦訳『アメリカは正気を取り戻せるか―リベラルとラドコンの戦い』東洋経済新報社 2004年 ISBN 978-4492222546
- 2002: I'll Be Short: Essentials for a Decent Working Society ISBN 0-8070-4340-0
- 2000: The Future of Success: Working and Living in the New Economy ISBN 0-375-72512-1

邦訳：清家篤訳『勝者の代償―ニューエコノミーの深淵と未来』東洋経済新報社 2002年 ISBN 978-4492222232
- 1997: Locked in the Cabinet ISBN 0-375-70061-7
- 1991: The Work of Nations: Preparing Ourselves for 21st Century Capitalism ISBN 0-679-73615-8

邦訳：中谷巌訳『ザ・ワーク・オブ・ネーションズ—21世紀資本主義のイメージ』ダイヤモンド社 1991年 ISBN 978-4478210185
- 1990: Public Management in a Democratic Society ISBN 0-13-738881-0
- 1988: The Power of Public Ideas (editor) ISBN 0-674-69590-9
- 1989: The Resurgent Liberal: And Other Unfashionable Prophecies ISBN 0-8129-1833-9
- 1987: Tales of a New America: The Anxious Liberal's Guide to the Future ISBN 0-394-75706-8
- 1985: New Deals: The Chrysler Revival and the American System (John Donahue との共著) ISBN 0-14-008983-7
- 1983: The Next American Frontier ISBN 0-8129-1067-2

邦訳：竹村健一訳『ネクスト・フロンティア』三笠書房 2000年 ISBN 978-4837953821
- 1982: Minding America's Business: The Decline and Rise of the American Economy (Ira Magaziner との共著) ISBN 0-394-71538-1